# Izuko e
Izuko e è un film del 1966 diretto da Kōzō Saeki. Basato su un racconto di Yôjirô Ishizaka, la pellicola non è mai stata distribuita in Italia.